# Koni De Winter
Koni De Winter (Anversa, 12 giugno 2002) è un calciatore belga, difensore del Milan e della nazionale belga.

## Caratteristiche tecniche
Difensore potente fisicamente, si disimpegna sia in posizione centrale che da terzino; veloce e abile tecnicamente, bravo nell'impostazione del gioco, può essere schierato anche come mediano. Risulta pericoloso su palla inattiva data la sua grande capacità nel gioco aereo.

## Carriera

### Club

#### Gli inizi, Juventus
Cresciuto nei settori giovanili di Lierse e Zulte Waregem, nel 2018 si trasferisce alla Juventus, diventando così il primo giocatore belga della storia del club. Il 28 ottobre 2020 ottiene la prima convocazione con la prima squadra, per la partita di Champions League contro il Barcellona, non venendo tuttavia impiegato. Esordisce in prima squadra il 23 novembre 2021, nell'incontro di Champions League perso per 4-0 contro il Chelsea; l'8 dicembre seguente, diventa il più giovane titolare della storia del club torinese nella massima competizione europea, partendo da titolare nella partita vinta per 1-0 contro il Malmö.

#### Empoli
Il 10 luglio 2022, subito dopo aver rinnovato con i bianconeri fino al 2026, De Winter viene ceduto in prestito all'Empoli. Il 21 agosto seguente, esordisce in Serie A, subentrando a Mattia Destro al 68º della partita contro la Fiorentina, conclusasi a reti inviolate.

#### Genoa
L'11 agosto 2023 viene ceduto al Genoa in prestito con obbligo di riscatto fissato a 8 milioni di euro più 2 di bonus. Il 15 settembre 2024 trova la sua prima rete in rossoblu, nella gara pareggiata 1-1 contro la Roma.

#### Milan
Il 13 agosto 2025 si trasferisce a titolo definitivo al Milan per 20 milioni di euro.

### Nazionale
Dopo avere rappresentato le selezioni giovanili belghe, il 14 marzo 2024 viene convocato per la prima volta in nazionale maggiore, con cui esordisce 9 giorni dopo nell'amichevole pareggiata contro l'Irlanda (0-0).

## Statistiche

### Presenze e reti nei club
Statistiche aggiornate al 13 agosto 2025.
| Stagione        | Squadra         | Campionato      | Campionato | Campionato | Coppe nazionali | Coppe nazionali | Coppe nazionali | Coppe continentali | Coppe continentali | Coppe continentali | Altre coppe | Altre coppe | Altre coppe | Totale | Totale |
| Stagione        | Squadra         | Comp            | Pres       | Reti       | Comp            | Pres            | Reti            | Comp               | Pres               | Reti               | Comp        | Pres        | Reti        | Pres   | Reti   |
| --------------- | --------------- | --------------- | ---------- | ---------- | --------------- | --------------- | --------------- | ------------------ | ------------------ | ------------------ | ----------- | ----------- | ----------- | ------ | ------ |
| 2021-2022       | Juventus U23    | C               | 22+6       | 2          | CI-C            | 3               | 0               | -                  | -                  | -                  | -           | -           | -           | 31     | 2      |
| 2021-2022       | Juventus        | A               | 0          | 0          | CI              | 0               | 0               | UCL                | 2                  | 0                  | SI          | 0           | 0           | 2      | 0      |
| 2022-2023       | Empoli          | A               | 14         | 0          | CI              | 0               | 0               | -                  | -                  | -                  | -           | -           | -           | 14     | 0      |
| 2023-2024       | Genoa           | A               | 29         | 0          | CI              | 2               | 0               | -                  | -                  | -                  | -           | -           | -           | 31     | 0      |
| 2024-2025       | Genoa           | A               | 25         | 3          | CI              | 1               | 0               | -                  | -                  | -                  | -           | -           | -           | 26     | 3      |
| Totale Genoa    | Totale Genoa    | Totale Genoa    | 54         | 3          |                 | 3               | 0               |                    | -                  | -                  | -           | -           | -           | 57     | 3      |
| 2025-2026       | Milan           | A               | -          | -          | CI              | -               | -               | -                  | -                  | -                  | SI          | -           | -           | -      | -      |
| Totale carriera | Totale carriera | Totale carriera | 90+6       | 5          |                 | 6               | 0               |                    | 2                  | 0                  |             | 0           | 0           | 104    | 5      |

### Cronologia presenze e reti in nazionale
| Cronologia completa delle presenze e delle reti in nazionale ― Belgio | Cronologia completa delle presenze e delle reti in nazionale ― Belgio | Cronologia completa delle presenze e delle reti in nazionale ― Belgio | Cronologia completa delle presenze e delle reti in nazionale ― Belgio | Cronologia completa delle presenze e delle reti in nazionale ― Belgio | Cronologia completa delle presenze e delle reti in nazionale ― Belgio | Cronologia completa delle presenze e delle reti in nazionale ― Belgio | Cronologia completa delle presenze e delle reti in nazionale ― Belgio |
| Data                                                                  | Città                                                                 | In casa                                                               | Risultato                                                             | Ospiti                                                                | Competizione                                                          | Reti                                                                  | Note                                                                  |
| --------------------------------------------------------------------- | --------------------------------------------------------------------- | --------------------------------------------------------------------- | --------------------------------------------------------------------- | --------------------------------------------------------------------- | --------------------------------------------------------------------- | --------------------------------------------------------------------- | --------------------------------------------------------------------- |
| 23-3-2024                                                             | Dublino                                                               | Irlanda                                                               | 0 – 0                                                                 | Belgio                                                                | Amichevole                                                            | -                                                                     | 64’                                                                   |
| 20-3-2025                                                             | Murcia                                                                | Ucraina                                                               | 3 – 1                                                                 | Belgio                                                                | UEFA Nations League 2024-2025 - Play-off                              | -                                                                     | 80’                                                                   |
| 6-6-2025                                                              | Skopje                                                                | Macedonia del Nord                                                    | 1 – 1                                                                 | Belgio                                                                | Qual. Mondiali 2026                                                   | -                                                                     | 56’                                                                   |
| 9-6-2025                                                              | Bruxelles                                                             | Belgio                                                                | 4 – 3                                                                 | Galles                                                                | Qual. Mondiali 2026                                                   | -                                                                     | 16’                                                                   |
| Totale                                                                |                                                                       | Presenze                                                              | 4                                                                     |                                                                       | Reti                                                                  | 0                                                                     |                                                                       |

| Cronologia completa delle presenze e delle reti in nazionale ― Belgio under 21 | Cronologia completa delle presenze e delle reti in nazionale ― Belgio under 21 | Cronologia completa delle presenze e delle reti in nazionale ― Belgio under 21 | Cronologia completa delle presenze e delle reti in nazionale ― Belgio under 21 | Cronologia completa delle presenze e delle reti in nazionale ― Belgio under 21 | Cronologia completa delle presenze e delle reti in nazionale ― Belgio under 21 | Cronologia completa delle presenze e delle reti in nazionale ― Belgio under 21 | Cronologia completa delle presenze e delle reti in nazionale ― Belgio under 21 |
| Data                                                                           | Città                                                                          | In casa                                                                        | Risultato                                                                      | Ospiti                                                                         | Competizione                                                                   | Reti                                                                           | Note                                                                           |
| ------------------------------------------------------------------------------ | ------------------------------------------------------------------------------ | ------------------------------------------------------------------------------ | ------------------------------------------------------------------------------ | ------------------------------------------------------------------------------ | ------------------------------------------------------------------------------ | ------------------------------------------------------------------------------ | ------------------------------------------------------------------------------ |
| 8-10-2021                                                                      | Heverlee                                                                       | Belgio under 21                                                                | 2 – 0                                                                          | Kazakistan under 21                                                            | Qual. Europeo Under-21 2023                                                    | -                                                                              |                                                                                |
| 12-10-2021                                                                     | Heverlee                                                                       | Belgio under 21                                                                | 1 – 0                                                                          | Danimarca under 21                                                             | Qual. Europeo Under-21 2023                                                    | -                                                                              |                                                                                |
| 12-11-2021                                                                     | Heverlee                                                                       | Belgio under 21                                                                | 2 – 0                                                                          | Turchia under 21                                                               | Qual. Europeo Under-21 2023                                                    | -                                                                              |                                                                                |
| 16-11-2021                                                                     | Dundee                                                                         | Scozia under 21                                                                | 0 – 2                                                                          | Belgio under 21                                                                | Qual. Europeo Under-21 2023                                                    | -                                                                              |                                                                                |
| 29–3-2022                                                                      | Herning                                                                        | Danimarca under 21                                                             | 1 – 1                                                                          | Belgio under 21                                                                | Qual. Europeo Under-21 2023                                                    | -                                                                              |                                                                                |
| 5-6-2022                                                                       | Sint-Truiden                                                                   | Belgio under 21                                                                | 0 – 0                                                                          | Scozia under 21                                                                | Qual. Europeo Under-21 2023                                                    | -                                                                              |                                                                                |
| 23-9-2022                                                                      | Heverlee                                                                       | Belgio under 21                                                                | 1 – 2                                                                          | Paesi Bassi under 21                                                           | Amichevole                                                                     | -                                                                              | 46’                                                                            |
| 26-9-2022                                                                      | Valenciennes                                                                   | Francia under 21                                                               | 2 – 2                                                                          | Belgio under 21                                                                | Amichevole                                                                     | -                                                                              | 26’ 46’                                                                        |
| 24-3-2023                                                                      | San Pedro del Pinatar                                                          | Rep. Ceca under 21                                                             | 0 – 0                                                                          | Belgio under 21                                                                | Amichevole                                                                     | -                                                                              | 46’                                                                            |
| 27-3-2023                                                                      | San Pedro del Pinatar                                                          | Belgio under 21                                                                | 3 – 2                                                                          | Giappone under 21                                                              | Amichevole                                                                     | -                                                                              | 46’                                                                            |
| 15-6-2023                                                                      | ??                                                                             | Israele under 21                                                               | 0 – 2                                                                          | Belgio under 21                                                                | Amichevole                                                                     | -                                                                              | 46’                                                                            |
| 21-6-2023                                                                      | Tbilisi                                                                        | Belgio under 21                                                                | 0 – 0                                                                          | Paesi Bassi under 21                                                           | Europeo Under-21 2023 - 1º turno                                               | -                                                                              |                                                                                |
| 24-6-2023                                                                      | Tbilisi                                                                        | Georgia under 21                                                               | 2 – 2                                                                          | Belgio under 21                                                                | Europeo Under-21 2023 - 1º turno                                               | -                                                                              | 90+3’                                                                          |
| 27-6-2023                                                                      | Tbilisi                                                                        | Portogallo under 21                                                            | 2 – 1                                                                          | Belgio under 21                                                                | Europeo Under-21 2023 - 1º turno                                               | -                                                                              | 14’                                                                            |
| 11-9-2023                                                                      | Lovanio                                                                        | Belgio under 21                                                                | 1 – 0                                                                          | Kazakistan under 21                                                            | Qual. Europeo Under-21 2025                                                    | -                                                                              |                                                                                |
| 13-10-2023                                                                     | Paola                                                                          | Malta under 21                                                                 | 0 – 2                                                                          | Belgio under 21                                                                | Qual. Europeo Under-21 2025                                                    | -                                                                              |                                                                                |
| 17-10-2023                                                                     | Budapest                                                                       | Ungheria under 21                                                              | 0 – 1                                                                          | Belgio under 21                                                                | Qual. Europeo Under-21 2025                                                    | -                                                                              |                                                                                |
| 21-11-2023                                                                     | Lovanio                                                                        | Belgio under 21                                                                | 1 – 1                                                                          | Spagna under 21                                                                | Qual. Europeo Under-21 2025                                                    | -                                                                              |                                                                                |
| Totale                                                                         |                                                                                | Presenze                                                                       | 18                                                                             |                                                                                | Reti                                                                           | 0                                                                              |                                                                                |